# Panorama wirtualna
Panorama wirtualna – połączone ze sobą zdjęcia wykonane tak, aby dać oglądającemu wrażenie realnego (z zachowaniem perspektywy) widoku z możliwością obrotu o 360°.
Istnieje kilka sposobów wykonania takiego zdjęcia:
- jedno zdjęcie – wykonuje się aparatem fotograficznym zaopatrzonym w przystawkę lustrzaną odbijającą pierścieniowo obraz. Traci się tutaj jednak dużo na jakości, a także brak tutaj obrazu góry i dołu planu.
- pełne panoramy wykonywane aparatami cyfrowymi. Na ogół wykonuje się 16 zdjęć na jedną panoramę. Zdjęcia następnie są łączone ze sobą odpowiednim programem, następnie edytowane w komputerze.
- panoramy sferyczne – umożliwiają oglądanie obrazu w pełnym zakresie 360°, dotyczy to także obrazu góry i dołu.